# Stourbridge Lion
La Stourbridge Lion (León de Stourbridge) fue la primera Locomotora de vapor que operó en los Estados Unidos, y una de las primeras en operar fuera de Gran Bretaña. Toma su nombre de la cabeza de león pintada en el frontal de la máquina, y de la localidad de Stourbridge en Inglaterra, donde fue fabricada por la firma Foster, Rastrick and Company en 1829.
La locomotora, adquirida por la Delaware & Hudson Canal Company, se envió en bloques a Nueva York en mayo de 1829, donde fue probada. Luego se llevó a Honesdale, Pensilvania, para ensayarla en la nueva vía de la compañía. La locomotora funcionó bien en su primer recorrido en agosto de 1829, pero se descubrió que era demasiado pesada para las vías y nunca se usó para el propósito previsto de transportar vagones de carbón. Durante las siguientes décadas, se retiraron varias piezas de la locomotora, que había sido abandonada, hasta que solo quedaron la caldera y algunos otros componentes, que fueron adquiridos por el Instituto Smithsoniano en 1890, y que actualmente se exhiben en el Museo del Ferrocarril B&O en Baltimore. 

## Historia
Uno de los primeros ferrocarriles en los Estados Unidos, la Delaware & Hudson Canal Company (D&H), se fundó originalmente en 1823 para construir y operar canales entre la ciudad de Nueva York y los campos de carbón alrededor de Carbondale, Pensilvania. Si bien la línea se planeó originalmente como un canal a lo largo de toda la ruta, los ingenieros de la compañía comenzaron a pensar en el transporte ferroviario ya en 1825. El plan inicial era construir un ferrocarril entre las minas y el extremo occidental del canal, como una forma de transportar el carbón hasta embarcarlo. 
John B. Jervis, quien más tarde se convirtió en el diseñador de la locomotora 4-2-0 (tipo Jervis), fue nombrado ingeniero jefe del D&H en 1827. Planeó una serie de planos inclinados ferroviarios, pero desconectados entre sí. A los directores de la compañía les gustó el plan de Jervis y autorizaron su construcción, con algunas dudas sobre la tecnología ferroviaria aún no probada. 
En 1828, un excompañero de trabajo de Jervis, Horatio Allen, realizó un viaje de investigación ferroviaria por Inglaterra. A través de Allen, Jervis envió las especificaciones de las locomotoras que podrían usarse en el D&H. Allen escribió en julio que habían sido encargadas cuatro locomotoras para el D&H, tres de Foster, Rastrick and Company y una de Robert Stephenson and Company. 
La Stourbridge Lion fue una de estas tres locomotoras construidas por Rastrick, pero el taller de Stephenson había completado su locomotora, la Pride of Newcastle (Orgullo de Newcastle), antes que cualquiera de las locomotoras de Rastrick. El Orgullo de Newcastle incluso llegó a Estados Unidos casi dos meses antes que el León de Stourbridge, pero fue esta última locomotora la que se utilizó en los primeros ensayos ferroviarios. El precio de entrega del Stourbridge Lion fue de 2914.90, dólares igual a $ 83403 hoy.
La locomotora fue transportada desde Liverpool a bordo del barco John Jay, llegando a Nueva York a mediados de mayo de 1829. Fue ensamblada en la Fundición de West Point en Nueva York, donde se probó por primera vez produciendo vapor. Aquí, se informó que "se convirtió en objeto de curiosidad para miles de personas que visitaban los talleres a diario para ver que el "bicho" se movía por sí solo. Su primera carrera oficial tuvo lugar el 8 de agosto de 1829 en Honesdale, Pensilvania. Según un testigo ocular, "se encendió el fuego y se levantó vapor, y, bajo la dirección de Horatio Allen, se descubrió que la 'máquina maravillosa' era capaz de moverse, para gran alegría de la multitud de espectadores emocionados". A pesar de no tener experiencia en conducir una locomotora, Allen sacó la Stourbridge Lion para su primera prueba por su cuenta, conduciéndola durante unas tres millas a lo largo de la vía, incluida una sección elevada sobre el arroyo de Lackawaxen Creek. Luego invirtió la locomotora para volver al punto de partida. La locomotora funcionó admirablemente, pero la vía sobre la que se desplazó no tenía la resistencia necesaria (la compañía no había utilizado rieles totalmente de hierro, sino tiras de hierro aplicadas sobre un riel de madera). Jervis había especificado que las locomotoras no deberían pesar más de 4 toneladas; pero el León de Stourbridge pesaba casi el doble, 7,5 toneladas. 
Las otras dos locomotoras fabricadas por Foster, Rastrick & Co que habían sido encargadas por Allen, Delaware y Hudson, llegaron por separado a Nueva York en agosto y septiembre de 1829 antes de ser enviadas a Rondout.

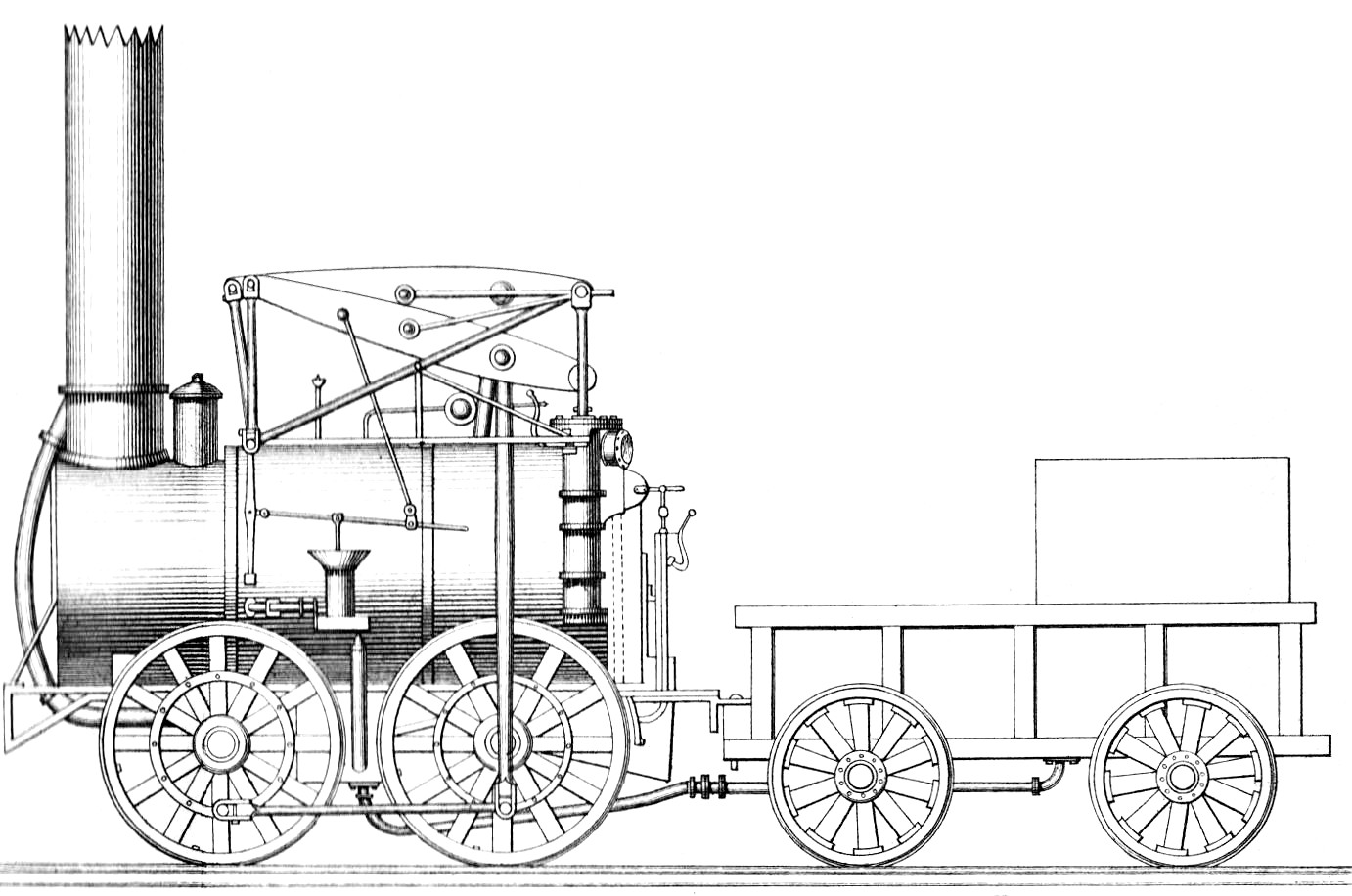
La Stourbridge Lion (litografía)

Rastrick construyó otra máquina casi al mismo tiempo que el Stourbridge Lion, destinada a su uso en Inglaterra. Esta locomotora, la Agenoria, era muy similar a la Stourbridge Lion, aunque de un calibre diferente y con una chimenea notablemente más larga. La Agenoria funcionó por primera vez en junio de 1829, se utilizó durante más de 30 años y actualmente se conserva en el Museo Nacional del Ferrocarril de York, Inglaterra.
Hacia 1834, los documentos muestran que se intentó vender la máquina y sus primeras hermanas a la Comisión del Canal de Pensilvania, pero no se pudo llegar a un acuerdo. Estas locomotoras eran consideradas inadecuadas para la iniciar la expansión de los ferrocarriles en Estados Unidos; y los fabricantes americanos ya habían comenzado a producir sus propios diseños muy mejorados a comienzos de los años 1830. Las cuatro locomotoras fueron utilizadas como suministro de lingotes de hierro forjado inglés de hasta la mitad de la década de 1840.
Hacia 1845, todo lo que quedaba del Stourbridge Lion era su caldera, que siguió funcionando en una fundición de Carbondale durante unos cinco años más, hasta que el propietario de la fundición se dirigió al oeste para probar suerte en la fiebre del oro de California. La fundición se vendió unos años más tarde a unos nuevos propietarios que reconocieron el valor de la caldera como una pieza histórica, y según se sabe, trataron de venderla por 1000 dólares en 1874. Los propietarios no pudieron encontrar un comprador, por lo que se quedaron con ella.
En 1883, el D&H tomó prestada la caldera para exhibirla en la Exposición de Aplicaciones Ferroviarias celebrada en Chicago. Desafortunadamente, la seguridad en el traslado de la caldera fue inexistente, y los cazadores de recuerdos arrancaron todas las partes que pudieron, e incluso recurrieron a martillos y cinceles para conseguirlo. 

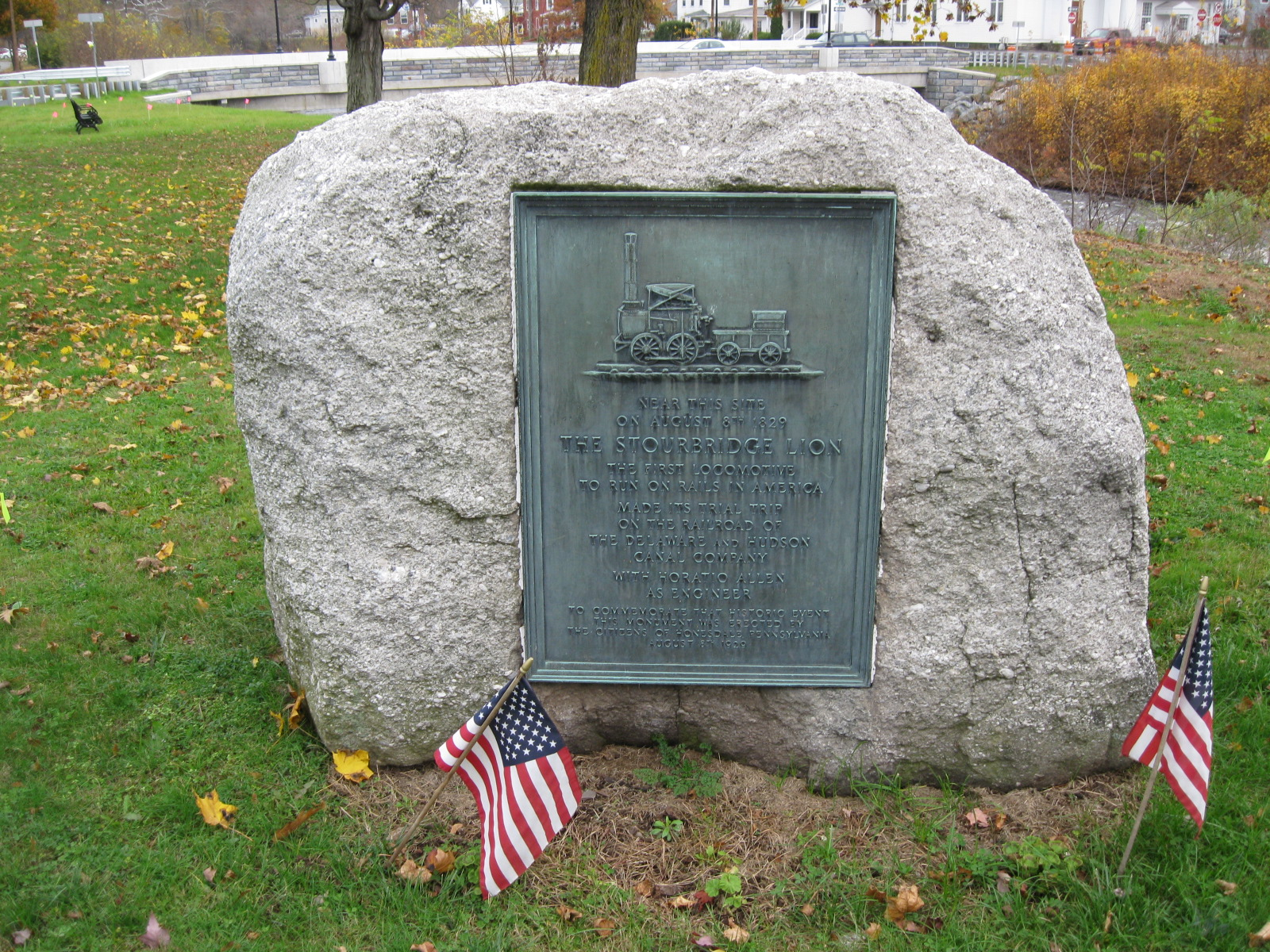
Una placa conmemorativa de la Stourbridge Lion en Honesdale, Pensilvania

La caldera se almacenó nuevamente, y finalmente fue adquirida por el Instituto Smithsoniano en 1890. Algunas otras partes que se piensa que pertenecieron a la Stourbridge Lion también se conservan, pero se cuestiona su autenticidad. Estas otras partes pueden provenir de los motores hermanos de la locomotora. El museo ha hecho algunos intentos de reconstruir la locomotora con las partes que quedan. Sin embargo, con los orígenes de las partes aún en cuestión, y la falta de algunas otras partes clave, la reconstrucción de la locomotora nunca se ha completado. La caldera y las piezas ensambladas se exhiben actualmente en el Museo del Ferrocarril B&O en Baltimore.
El D&H construyó su propia réplica de la Stourbridge Lion en 1932 a partir de planos que se hicieron en base a las partes que aún existen. El Museo de la Sociedad Histórica del Condado de Wayne posee una réplica a gran escala, además de muchas fotografías y objetos relacionados con la máquina. Este museo se encuentra en un pequeño edificio de ladrillos en Main Street, Honesdale, Pensilvania, que alguna vez fue la oficina de la compañía del Canal D&H, donde la locomotora comenzó su recorrido inaugural.

## Descripción mecánica
La caldera tenía un conducto de humos simple, y la chimenea salía por la parte superior del tambor de la caldera. Esto no era una caja de humos como tal, ya que carecía de una puerta de acceso para su limpieza. Un prominente tubo de escape externo por delante de la caldera se conectaba con el tiro del fogón situado dentro de la chimenea. 
Los vástagos del pistón estaban conectados a un par de balancines de saltamontes (uno para cada cilindro) montados sobre la caldera. Una biela cerca del extremo del pistón de las vigas móviles impulsaba las ruedas del eje trasero, donde se conectaba a una barra de acoplamiento para accionar las ruedas delanteras. 